# Michael Freilich (Ozeanograf)

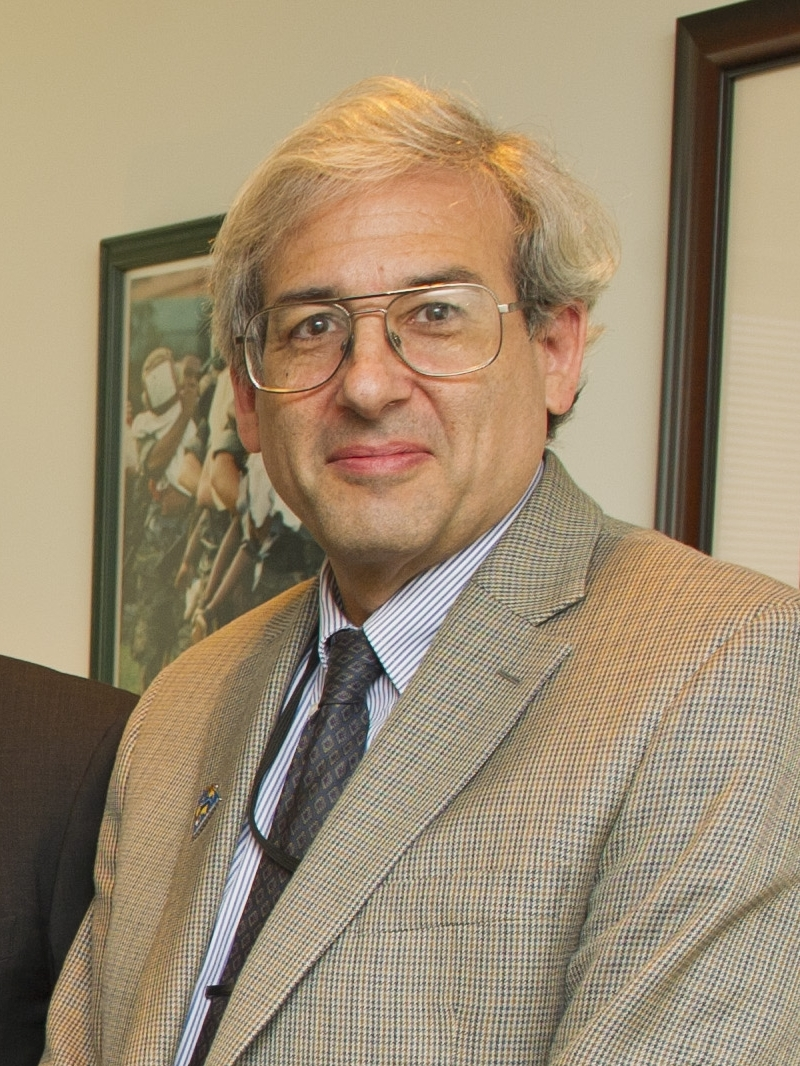
Michael H. Freilich im NASA-Hauptquartier, 2011

Michael H. Freilich (* 14. Januar 1954 in Kensington, Maryland; † 5. August 2020) war ein US-amerikanischer Ozeanograf. Er war von 2006 bis 2019 Direktor der NASA Earth Science Division.
Michael Freilich spielte eine Schlüsselrolle beim Zustandekommen der internationalen Partnerschaft für die ozeanografische Satelliten-Mission Sentinel 6A, die zu seinen Ehren in Sentinel-6 Michael Freilich umbenannt wurde.